# Ifor Fielding
Ifor Fielding (Abergynolwyn, 16 giugno 1909 – 6 settembre 1997) è stato un calciatore inglese, di ruolo centrocampista.

## Carriera

### Nazionale
Venne convocato nella Nazionale britannica che partecipò ai Giochi olimpici del 1936 tuttavia non disputò neanche una partita.